# Hazer

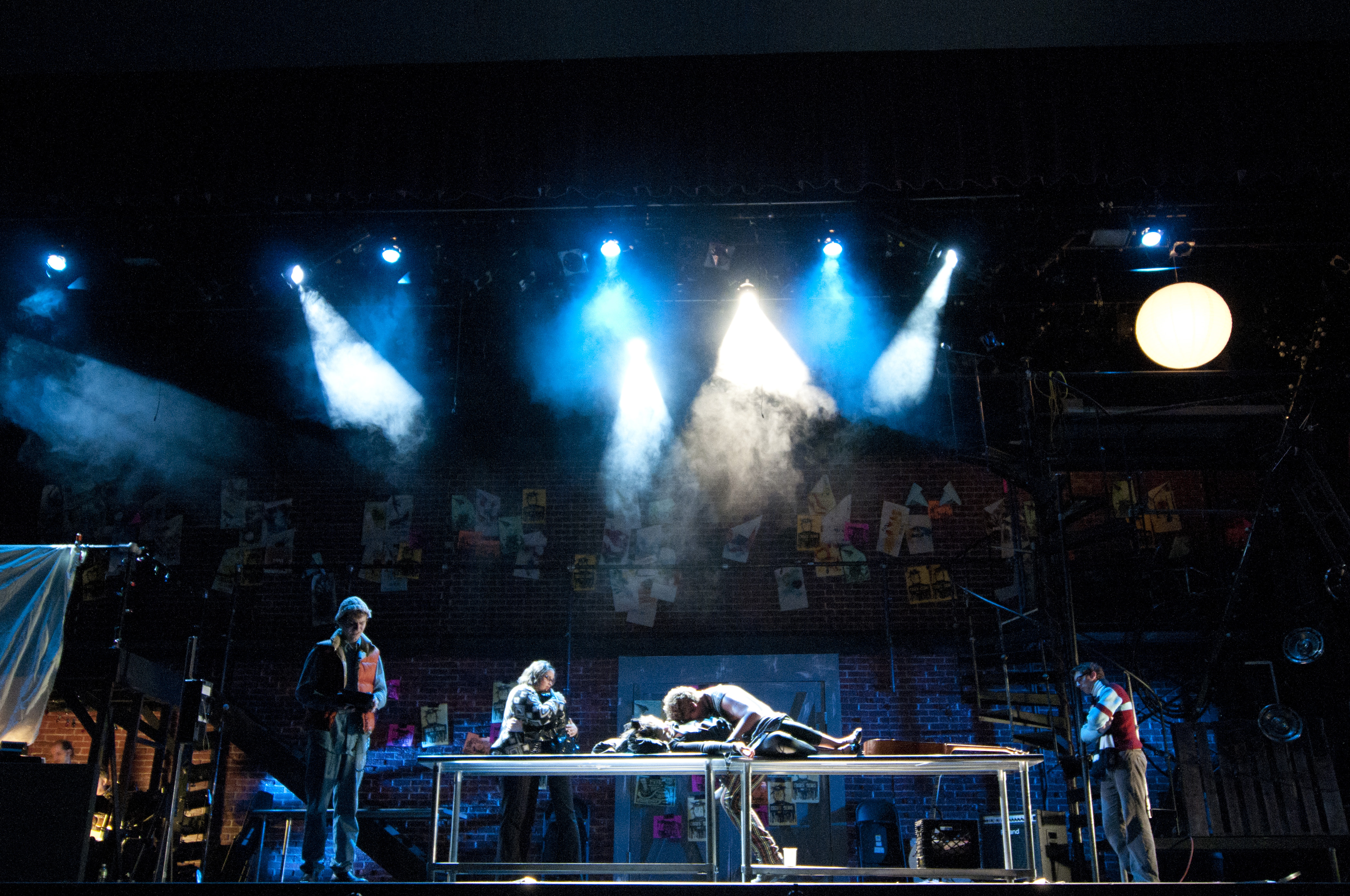
Hazer im Einsatz

Hazer (von engl. haze, „Dunst“) sind Dunstgeräte, die auf Bühnen eingesetzt werden. Das Verfahren der Dunsterzeugung ähnelt dem einer Nebelmaschine. Im Gegensatz zu Letzteren erzeugen sie jedoch keinen dichten Nebel, der als Effekt sichtbar sein soll, sondern einen nahezu unsichtbaren  Dunst, um Lichtstrahlen sichtbar zu machen.
Hazer haben in der Regel keinen Verdichter, sondern einen Ventilator. Je nach Gerät lassen sich Ventilator-Geschwindigkeit und Dunst-Austritt getrennt regeln. Am Steuerpult werden dazu in der Regel zwei DMX-Steuerkanäle beansprucht.
Hazer sollten bereits einige Zeit vor Show-Beginn eingeschaltet werden, damit sich der Dunst-Effekt aufbauen kann. Gegenüber Nebelmaschinen werden auch oft andere Dunstflüssigkeiten (Hazer-Fluids) eingesetzt, die den speziellen Anforderungen gerecht werden. Die Geräte haben oft eine Leistung von 3500 Watt oder mehr und entwickeln deswegen große Hitze an den Austrittsdüsen. Nach dem Abschalten des Gerätes läuft der Ventilator auf kleiner Stufe nach, um das Gerät zu kühlen.